# Luhnstedt
Luhnstedt är en kommun och ort i Kreis Rendsburg-Eckernförde i förbundslandet Schleswig-Holstein i Tyskland.
Kommunen ingår i kommunalförbundet Amt Jevenstedt tillsammans med ytterligare nio kommuner.